# San Giorgio Lucano
San Giorgio Lucano è un comune italiano di 1 001 abitanti della provincia di Matera in Basilicata.

## Geografia fisica
È situato su un colle dominante la valle del Sarmento, affluente del fiume Sinni, a 416 m s.l.m. nell'estrema parte sud-occidentale della provincia di Matera al confine con la parte sud-orientale della provincia di Potenza e della parte nord-orientale della provincia di Cosenza. Si trova nel Parco nazionale del Pollino, nella parte meridionale della provincia di Matera ai confini con quelle di Potenza e di Cosenza.
Confina a nord con il comune di Valsinni (15 km), ad est con Oriolo (CS) (18 km) e Nocara (CS) (19 km), a sud con Cersosimo (PZ) (16 km), e ad ovest con Noepoli (PZ) (8 km) e Senise (PZ) (12 km).
Fa parte della comunità montana Basso Sinni e inoltre confina con le province di Potenza e di Cosenza.

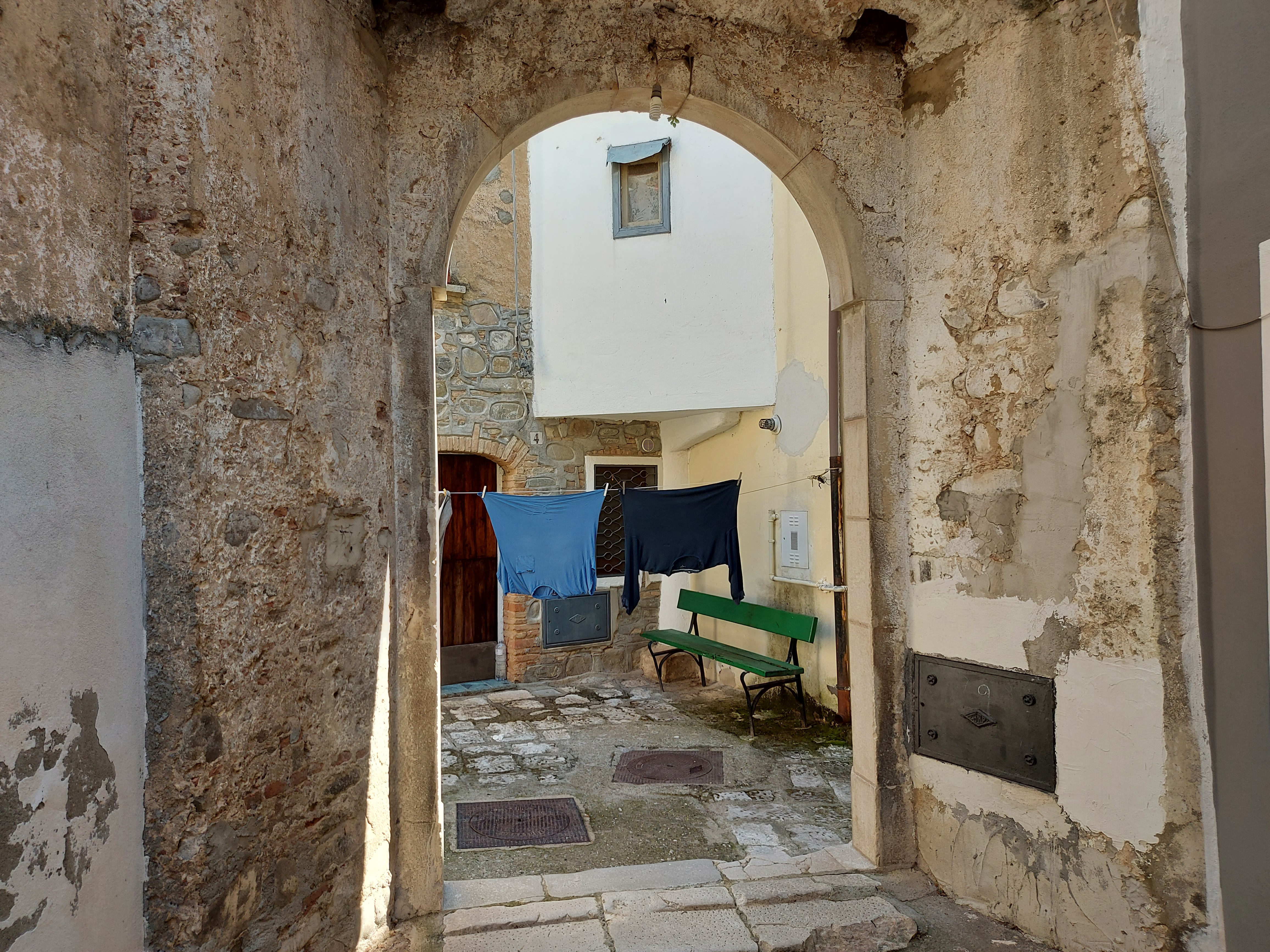
San Giorgio Lucano

## Storia
È certo che l'origine del nome derivi dall'eroe albanese Giorgio Castriota Scanderbeg. Il paese infatti sorse nel 1534 ad opera di immigrati albanesi che, sfuggiti all'occupazione musulmana della loro patria, colonizzarono questo territorio che originariamente chiamarono Minullo o Minnuglio, probabilmente perché molto piccolo; nella numerazione del 1595 difatti era tassato per soli 2 fuochi. In epoca feudale divenne feudo dello Stato di Noia (l'attuale Noepoli); a partire dagli inizi del Seicento il principe di Noia Pignatelli favorì la colonizzazione agricola del territorio, scacciando gli albanesi dal casale di San Giorgio e permettendo ai coloni dei paesi vicini di coltivarne i terreni. Il documento ufficiale che attesta l'origine del borgo venne redatto nel 1607 tra i feudatari ed una rappresentanza di coloni. A partire dal 1810 San Giorgio divenne comune autonomo e nel 1863 fu aggiunta la specificazione Lucano per distinguerlo dai numerosi altri comuni italiani aventi lo stesso nome.
Nel periodo fascista, il paese fu usato per confinare personalità contrarie al partito fascista, tra le quali la più importante è Camilla Ravera. Tra il 1940 e il 1943, vi furono confinati anche 4 profughi ebrei in internamento civile; furono tutti liberati con l'arrivo dell'esercito alleato nel settembre 1943.

## Monumenti e luoghi d'interesse
- La Chiesa Madre, dedicata a San Francesco d'Assisi, risalente alla seconda metà del XVII secolo, con pregevoli affreschi alterati dalle diverse opere di restaurazione della chiesa.
- Il Santuario della Madonna del Pantano, o degli Angeli; fu costruito a partire dal 1650 nelle vicinanze della grotta in contrada Pantano dove venne ritrovata una statua della Madonna degli Angeli da parte di un gruppo di cacciatori. Si narra che la statua era stata nascosta in quella grotta dagli abitanti di Noia ai tempi delle invasioni barbariche. La cappella, che sorge in posizione pittoresca, fu successivamente ampliata e dotata di nuovi locali per ospitare i pellegrini.
- La Cappella della Madonna delle Grazie, risalente al 1770. Situata anch'essa nei pressi del paese, custodisce una statua lignea di San Giorgio. È sede di festività nella prima domenica di maggio.
- Diversi palazzi nobiliari tra cui palazzo Zito del XVII secolo, palazzo Ripa e palazzo Silvestri del XVIII secolo e palazzo La Canna o fattoria di Rosaneto, già appartenuta alla Certosa di Chiaromonte, Palazzo Carlomagno ubicato in una traversa di Corso Garibaldi del 1826, Palazzo Cuccaro in Corso Garibaldi della fine del XVIII secolo
- Aree archeologiche in località Sodano, Pallio, San Brancato e Campo le Rose, risalenti all'età greca, dove sono stati ritrovati utensili e diverse necropoli.

## Società

### Evoluzione demografica
Abitanti censiti

## Cultura

### Eventi
- Festa della Madonna del Pantano: la statua della Madonna, portata in paese il lunedì in Albis, viene riportata al Santuario nella prima domenica di maggio con una solenne processione. .
- Festa patronale di San Rocco, il 17 ed il 18 agosto, con processione per le vie del paese.
- Gioco della falce con mito di Proserpina
- Festa di San Giorgio il 23 aprile
- Festa di Sant'Antonio il 13 giugno
- Processione dell'Addolorata il venerdì santo e processione del Sacramento nella domenica del Corpus Domini

## Economia

### Artigianato
Tra le attività più tradizionali vi sono quelle artigianali, legate alla cultura contadina e pastorale. Queste attività si distinguono per la lavorazione del legno finalizzata sia alla produzione di mobili sia di oggetti casalinghi, oltreché per la lavorazione della terracotta.